# Johnny Briggs (Cricketspieler)
Johnny Briggs (* 3. Oktober 1862 in Sutton-in-Ashfield, Vereinigtes Königreich; † 11. Januar 1902 in Cheadle, Vereinigtes Königreich) war ein englischer Cricketspieler, der zwischen 1884 und 1899 für die englische Nationalmannschaft spielte.

## Kindheit
Geboren in Nottinghamshire, zog er mit seiner Familie als Kind nach Lancashire. Hier konnte er früh als Cricketspieler überzeugen, so dass er schon als 16-Jähriger die Möglichkeit bekam an Trials für die erste Mannschaft von Lancashire teilzunehmen.

## Aktive Karriere
Briggs gab sein First-Class-Debüt für Lancashire in der Saison 1879. Sein Debüt in der Nationalmannschaft gab er bei der Tour in Australien im Dezember 1884. Im zweiten Test der Tour gelang ihm ein Century über 121 Runs. Im Sommer 1886 kam Australien nach England. Hier konnte er im zweiten Test erstmals als Bowler herausstechen, als ihm insgesamt elf Wickets (5/29 und 6/45) gelangen und er so den Innings-Sieg ermöglichte. Im dritten Test erreichte er dann noch zwei Mal drei Wickets (3/28 und 3/30) in den beiden Innings. Als er mit dem englischen Team im folgenden Winter nach Australien reiste, war seine beste Leistung 3 Wickets für 31 Runs im zweiten Test. Im Sommer 1888 gelangen ihm im ersten Test drei (3/26) und im zweiten Test fünf (5/25) Wickets.
Erst in der Saison 1888/89 war er wieder Teil des Nationalteams und reiste mit diesem erstmals nach Südafrika. Nachdem er vier Wickets (4/39) im ersten Test erzielte, dominierte er den zweiten Test mit seinem Bowling und er erreichte insgesamt fünfzehn Wickets (7/17 und 8/11). Die nächste Tour gegen Australien fand in der Saison 1891/92 statt. Auch hier erzielte er im zweiten Test zunächst vier Wickets (4/69), bevor er im dritten Spiel mit zwölf Wickets (6/49 und 6/87) dem Gastgeber eine Innings-Niederlage zufügte. Im zweiten Test der Ashes Tour 1893 erzielte er ein letztes Mal ein Ten-for, als er mit zehn Wickets (5/34 und 5/114) den Innings-Sieg einleitete. Im dritten Test folgten dann noch ein Mal 4 Wickets für 81 Runs. Im Dezember 1894 reiste er dann wieder nach Australien. Hier konnte er im ersten Test ein Fifty über 57 Runs erzielen und als Bowler 3 Wickets für 25 Runs hinzufügen. Im vierten Test folgten dann noch ein Mal vier Wickets (4/65). Nachdem er bei der Ashes Tour 1896 nur einen Test spielte und nicht herausragen konnte er in der Saison 1897/98 konnte er in Australien im zweiten Test 3 Wickets für 96 Runs erzielen. Seinen letzten Test bestritt er dann beim dritten Test der Ashes Tour 1899 in Leeds, wo er noch ein Mal 3 Wickets für 53 Runs erreichte. Jedoch erlitt er am Abend einen epileptischen Anfall und spielte im verbliebenen Sommer kein Cricket mehr als er in einer Anstalt untergebracht wurde. Im folgenden Jahr spielte er zwar wieder Cricket, doch nach einem erneuten Anfall war seine Karriere endgültig beendet.

### Nach der Karriere
Er wurde wieder in eine Anstalt in Cheadle eingeliefert. Am Ende des Jahres 1901 wurde bekannt, dass er sich wieder erholt habe, doch verstarb er dann zu Jahresbeginn 1902 im Alter von 39 Jahren.